# 심언봉
심언봉(沈彦俸, 1922년 10월 14일 ~ 1954년 12월20일, 충남 아산)은 대한민국의 제3대 육군훈련소장이다. 1950년 6월 25일 한국 전쟁 발발 당시 육군 대령으로서 김포반도 전투에서 병기학교를 이끄는 병기감으로 참전하였다.

## 학력
- 경기고등학교 졸업
- 보성전문학교 상과 졸업 (고려대학교 상과대학 학사)
- 1945년 군사영어학교 졸업 (육군사관학교 졸업)
- 통위부 보병학교 수료
- 조선경비보병학교 수료
- 대한민국 육군보병학교 1기 수료

## 생애
- 1946년 소위 임관
- 1946년 국방경비대 제6연대장 (중위)[1]
- 1947년 국내경비부 제7연대장 (소령)[2]
- 1948년 육군병기학교 교장 (중령)
- 1950년 병기감 (대령)
- 1951년 제3군단 참모장, 군사법원 중앙고등재판장 (준장)[3]
- 1952년 헌병사령관 (준장)
- 1953년 충청도 위수 사령관 (준장)
- 1953년 5월 9일 ~ 1954년 6월 5일 제3대 논산제2훈련소장(육군훈련소장) (준장)
- 이후 육군 소장으로 진급

## 사후
- 육군 중장으로 한 단계 특진되고, 국립대전현충원 장군제1묘역에 안장되었다.[4]

## 가계
- 14대조 : 심달원
  - 13대조 : 심전
    - 12대조 : 심우준
      - 11대조 : 심해
        - 10대조 : 심광염
          - 9대조 : 심두
            - 8대조 : 심득항
              - 7대조 : 심원
                - 6대조 : 심명석
                  - 5대조 : 심택
                    - 고조부 : 심동현
                      - 증조부 : 심선경
                        - 할아버지 : 심재학
                        - 할머니 : 남양 홍씨
                          - 아버지 : 심용진
                          - 어머니 : 삭녕 최씨
                            - 부인 : 전의 이씨
                              - 장남 : 심정근
                              - 차남 : 심명근
                              - 딸 : 심경숙
                              - 딸 : 심진숙

## 같이 보기
- 국방경비대
- 국내경비부
- 육군병기학교
- 한국 전쟁
- 김포반도 전투
- 군사법원
- 육군훈련소
- 심일
- 심흥선